# Shuleykin (cràter)
Shuleykin és un petit cràter d'impacte lunar que es troba al sud de la Mare Orientale, dins de l'anell que formen els Montes Rook. Es localitza just en el límit de la cara oculta de la Lluna, per la qual cosa aquesta zona s'albira des de la Terra durant els períodes de libració i d'il·luminació favorables, encara que el cràter sol es pot veure lateralment.

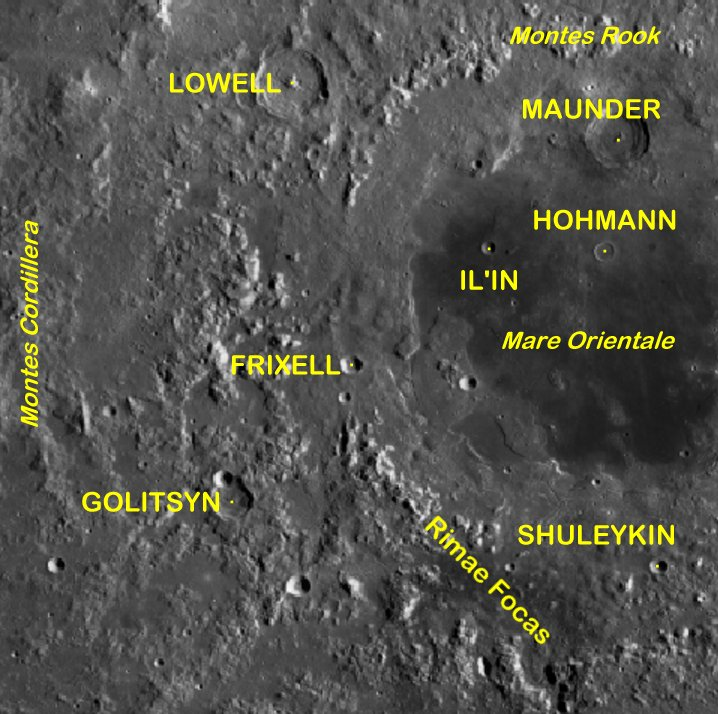
Localització de Shuleykin (cantonada inferior dreta de la imatge). Fotografia de la missió Lunar Reconnaissance Orbiter.

Aquest cràter es va formar després de l'impacte que va originar el Mare Orientale. Té una vora circular de perfil afilat i parets interiors que s'inclinen cap a la petita plataforma central. No ha estat erosionat notablement per impactes posteriors.